# Hudcov
Hudcov (německy Hundorf) je část statutárního města Teplice. Nachází se asi 3,5 km na jihozápad od Teplic. V roce 2009 zde bylo evidováno 163 adres. V roce 2011 zde trvale žilo 614 obyvatel.
Hudcov je také název katastrálního území o rozloze 2,62 km².

## Historie
První písemná zmínka pochází z roku 1401.

## Obyvatelstvo
|           | 1869 | 1880 | 1890 | 1900  | 1910  | 1921  | 1930  | 1950 | 1961 | 1970 | 1980 | 1991 | 2001 | 2011 |
| --------- | ---- | ---- | ---- | ----- | ----- | ----- | ----- | ---- | ---- | ---- | ---- | ---- | ---- | ---- |
| Obyvatelé | 369  | 510  | 835  | 1 267 | 1 431 | 1 248 | 1 302 | 739  | 788  | 706  | 629  | 489  | 528  | 614  |
| Domy      | 61   | 73   | 79   | 99    | 110   | 112   | 150   | 142  | 117  | 115  | 122  | 125  | 135  | 152  |

## Paleontologické objevy
V blízkosti obce byly koncem 19. století objeveny zkameněliny druhohorního mořského plaza ze skupiny Plesiosauria (čeleď Elasmosauridae), který byl profesorem Antonínem Fričem v roce 1906 popsán jako Cimoliasaurus teplicensis. Jednalo se o středně velkého dravého mořského plaza, který žil v této oblasti v období svrchní křídy (asi před 90 miliony let), když se zde ještě nacházelo mělké moře.